# Podurile din Madison County (film)
Podurile din Madison County (în engleză The Bridges of Madison County) este un film dramatic și romantic american din 1995 produs și regizat de Clint Eastwood. Filmul reprezintă o adaptare a romanului lui Robert James publicat sub același nume⁠(d). Scenariul a fost adaptat de Richard LaGravenese⁠(d), iar Kathleen Kennedy a contribuit la procesul de producție. A fost produs de Amblin Entertainment și Malpaso Productions⁠(d) și distribuit de Warner Bros. Divertisment.
Acțiunea filmului se desfășoară în 1965 și prezintă povestea Francescăi Johnson (Meryl Streep), mireasă de război⁠(d) italiană, care locuiește împreună cu soțul și cei doi copii la ferma lor din Iowa. În acel an, aceasta îl întâlnește pe Robert Kincaid (Clint Eastwood), fotograf al National Geographic, care sosește în comitatul Madison cu scopul de a fotografia podurile istorice din zonă. În timp ce familia Francescăi era plecată într-o scurtă călătorie, cei doi au o aventură⁠(d) intensă pe parcursul a patru zile. Filmul a obținut încasări de 182 de milioane de dolari la nivel internațional și a fost bine primit de critici. Streep a fost nominalizată în 1996 la premiul Oscar pentru cea mai bună actriță pentru interpretarea sa.

## Intriga
Scena de deschidere a filmului îi prezintă pe frații Michael și Carolyn Johnson care sosesc la ferma din Iowa a mamei lor recent decedate - Francesca - unde urmează să deschidă o succesiune. Aceștia sunt șocați când află că Francesca a cerut să fie incinerată și cenușa sa să fie împrăștiată de pe podul acoperit Roseman⁠(d), refuzând să fie înmormântată lângă soțul ei Richard. Michael refuză inițial, însă când cei doi verifică cutia de valori⁠(d) descoperă un plic cu fotografii, scrisori și o cheie. Fotografiile o înfățișează pe Francesca pe podul acoperit Holliwell⁠(d), iar scrisorile sunt din partea unui bărbat pe nume Robert Kincaid. Cheia este de la cufărul cu zestre⁠(d) al Francescăi. Cei doi găsesc acolo trei caiete cartonate, câteva reviste National Geographic - inclusiv una care prezintă podurile acoperite din Madison County⁠(d) - camere foto vechi, o carte și câteva suvenire. Revista include o poză cu Kincaid, cel care a fotografiat podurile; acesta poartă pandantivul cu cruce al Francescăi.
În timp ce Michael și Carolyn încep să citească notițele Francescăi, poveste filmului revine prin flashback în 1965. Francesca, o mireasă de război⁠(d), rămâne acasă în timp ce soțul, fiul și fiica sa participă la târgul de stat⁠(d) care se desfășoară pe parcursul a patru zile. Richard Kincaid, un fotograf al National Geographic a cărui obiectiv este fotografierea podurile istorice ale comitatului, sosește la ferma familiei Johnson și o roagă pe Francesca să-l îndrume spre podul Roseman. Aceasta decide să-i arate personal locul și cei doi pornesc împreună. Aventura lor are loc pe parcursul următoarelor patru zile.
Francesca detaliază aventura intensă și influența sa atât asupra ei, cât și asupra fotografului în speranța că Michael și Carolyn o vor înțelege și vor onora ultima sa rugăminte. Cei doi s-au îndrăgostit profund și erau pe cale să fugă în lume. În ciuda faptului că este prinsă într-o căsătorie nefericită, Francesca nu și-a putut abandona copiii și soțul devotat. Deși îl iubea pe Robert, s-a întrebat dacă relația lor spontană ar putea supraviețui. Robert, inspirat de întâlnirea de moment, descoperă un nou sens al vieții. Amintirile Francescăi au alinat-o pe parcursul ultimilor ani petrecuți la fermă.
După moartea soțului ei, Francesca a încercat să-l contacteze pe Robert, însă acesta părăsise National Geographic și nimeni nu știa unde se află. Mai târziu, aceasta a aflat că Robert a încetat din viață la trei ani după moartea soțului ei și i-a lăsat moștenire bunurile sale. Cenușa sa a fost împrăștiată de pe podul Roseman.
În ultima scenă, povestea revine în prezent unde Michael și Carolyn, ei înșiși măcinați de probleme maritale, sunt profund impresionați de povestea mamei lor. Cei doi ajung să privească viața într-un mod diferit și cad de acord să-i împrăștie cenușa de pe podul Roseman.

## Distribuție
- Clint Eastwood - Robert Kincaid
- Meryl Streep - Francesca Johnson
- Annie Corley⁠(d) - Carolyn Johnson
  - Sarah Kathryn Schmitt - Carolyn (copil)
- Victor Slezak⁠(d) - Michael Johnson
  - Christopher Kroon - Michael (copil)
- Jim Haynie - Richard Johnson
- Phyllis Lyons - Betty
- Debra Monk⁠(d) - Madge
- Richard Lage - avocatul Peterson
- Michelle Benes - Lucy Redfield